# I liga polska w hokeju na lodzie (2008/2009)
I liga polska w hokeju na lodzie rozegrana została na przełomie 2008 i 2009 roku. Był to 53. sezon rozgrywek o Mistrzostwo I ligi w hokeju na lodzie. W rozgrywkach wzięło udział 10 zespołów z pięciu województw: śląskiego, małopolskiego, mazowieckiego, kujawsko-pomorskiego oraz z opolskiego.
Pierwsze mecze sezonu odbyły się 6 września 2008 roku. Rozgrywki zakończyły się w 15 marca 2009 roku.
Pierwszym meczem sezonu było spotkanie rozegrane awansem pomiędzy drużynami SMS I PZHL Sosnowiec oraz Legia Warszawa. Podczas tego meczu pierwszą bramkę sezonu zdobył zawodnik Legii Grzegorz Rostkowski, trafiając do bramki przeciwnika w piątej minucie spotkania.

## Drużyny
W I lidze wystąpiło 10 zespołów, które walczyły o awans do Ekstraligi w hokeju na lodzie:
|    | Zespoły występujące w I lidze 2008/2009 |
| -- | --------------------------------------- |
| 1  | Cracovia II                             |
| 2  | Legia Warszawa                          |
| 3  | MMKS Nowy Targ                          |
| 4  | KTH Krynica                             |
| 5  | HC GKS Katowice                         |
| 6  | Zagłębie II Sosnowiec                   |
| 7  | SMS I PZHL Sosnowiec                    |
| 8  | Orlik Opole                             |
| 9  | Stoczniowiec II Gdańsk                  |
|    | Zespół, który spadł z Ekstraligi        |
| 10 | Unia Oświęcim                           |

## Sezon zasadniczy

### I etap
L = lokata, M = liczba rozegranych spotkań, Pkt = Liczba zdobytych punktów, W = Wygrane, WpD = Wygrane po dogrywce lub karnych, PpD = Porażki po dogrywce lub karnych, P = Porażki (ogółem), G+ = Gole strzelone, G- = Gole stracone, +/- Różnica bramek
| Lp. | Zespół                 | M  | Pkt | W  | WpD | PpD | P  | G + | G - | +/-  |
| --- | ---------------------- | -- | --- | -- | --- | --- | -- | --- | --- | ---- |
| 1   | Unia Oświęcim          | 36 | 103 | 33 | 1   | 2   | 0  | 272 | 78  | +194 |
| 2   | KTH Krynica            | 36 | 94  | 29 | 3   | 1   | 3  | 239 | 88  | +151 |
| 3   | HC GKS Katowice        | 36 | 89  | 28 | 2   | 1   | 5  | 257 | 91  | +166 |
| 4   | MMKS Nowy Targ         | 36 | 62  | 18 | 3   | 2   | 13 | 170 | 157 | +13  |
| 5   | SMS I PZHL Sosnowiec   | 36 | 51  | 16 | 1   | 1   | 18 | 127 | 126 | +1   |
| 6   | Orlik Opole            | 36 | 42  | 13 | 0   | 3   | 20 | 173 | 175 | -2   |
| 7   | Legia Warszawa         | 36 | 37  | 10 | 3   | 1   | 22 | 117 | 172 | -55  |
| 8   | Stoczniowiec II Gdańsk | 36 | 34  | 9  | 3   | 1   | 23 | 109 | 218 | -109 |
| 9   | Zagłębie II Sosnowiec  | 36 | 16  | 6  | 0   | 1   | 30 | 78  | 244 | -166 |
| 10  | Cracovia II            | 36 | 9   | 1  | 1   | 4   | 30 | 94  | 293 | -199 |

Legenda:       = awans do play off
Prawo rywalizacji o awans do Ekstraligi uzyskały cztery pierwsze zespoły po zakończeniu sezonu zasadniczego. Jednak drużyna MMKS nie miała prawa awansu do Ekstraligi, wobec czego nie brała udziału w play-offach. Zamiast niej wystąpił Orlik Opole.

## Play off
|  |                            |                 |             |                         |   |               |               |       |
|  | Półfinał                   | Półfinał        | Półfinał    |                         |   | Finał         | Finał         | Finał |
|  | Półfinał                   | Półfinał        | Półfinał    |                         |   | Finał         | Finał         | Finał |
|  | 22 lutego - 1 marca 2009   |                 |             |                         |   |               |               |       |
|  |                            |                 |             |                         |   |               |               |       |
|  | Orlik Opole                | Orlik Opole     | 1           |                         |   |               |               |       |
|  | Orlik Opole                | Orlik Opole     | 1           | 8 marca - 15 marca 2009 |   |               |               |       |
|  | Unia Oświęcim              | Unia Oświęcim   | 3           |                         |   |               |               |       |
|  | Unia Oświęcim              | Unia Oświęcim   | 3           |                         |   | Unia Oświęcim | Unia Oświęcim | 3     |
|  | 22 lutego - 27 lutego 2009 |                 |             |                         |   | Unia Oświęcim | Unia Oświęcim | 3     |
|  |                            |                 | KTH Krynica | KTH Krynica             | 1 |               |               |       |
|  | KTH Krynica                | KTH Krynica     | KTH Krynica | KTH Krynica             | 1 | 3             |               |       |
|  | KTH Krynica                | KTH Krynica     |             |                         |   |               |               |       |
|  | HC GKS Katowice            | HC GKS Katowice | 0           |                         |   |               |               |       |
|  | HC GKS Katowice            | HC GKS Katowice | 0           |                         |   |               |               |       |

### Półfinały
Unia Oświęcim – Orlik Opole 3 – 1
| 22 lutego 2009 | Unia Oświęcim | 3:5 | Orlik Opole | Hala Lodowa MOSiR, Oświęcim |

|  | R. Twardy 23:38 M. Gryc 28:34 R. Twardy 33:09 | (0:1, 3:1, 0:3) | 2:47 K. Zwierz 32:42 P. Wacławczyk 44:02 P. Kosidło 48:10 T. Siwiak 58:38 G. Pidło | Sędzia główny: Sebastian Kryś Sędziowie liniowi: P. Madeksza, G. Klich |

| 24 lutego 2009 | Unia Oświęcim | 11:1 | Orlik Opole | Hala Lodowa MOSiR, Oświęcim |

|  | M. Gryc 1:34 M. Szewczyk 7:33 P. Valušiak 10:08 M. Adamus 17:13 T. Połącarz 28:14 M. Modrzejewski 33:55 M. Szewczyk 46:27 M. Kasperczyk 49:23 K. Horný 49:57 Ł. Sękowski 57:25 R. Twardy 59:29 | (4:0, 2:0, 5:1) | 58:29 W. Frańczak | Widzów: 1300 Sędzia główny: Sebastian Kryś Sędziowie liniowi: Polak, Kaczyński |

| 27 lutego 2009 | Orlik Opole | 0:4 | Unia Oświęcim | Toropol, Opole |

|  |  | (0:4, 0:0, 0:0) | 4:00 M. Modrzejewski 12:00 R. Twardy 15:00 M. Buček 19:00 M. Gryc | Widzów: 40 |